# La Robe rouge (film, 1933)
Pour les articles homonymes, voir La Robe rouge.
Pour plus de détails, voir Fiche technique et Distribution.
La Robe rouge est un film français réalisé par Jean de Marguenat et sorti en 1933, d'après la pièce du même nom d'Eugène Brieux.

## Synopsis
Un juge d'instruction fait une erreur qui déchire une famille, qui jusque-là était unie.

## Fiche technique
- Réalisation : Jean de Marguenat
- Scénario : d'après la pièce d'Eugène Brieux
- Photographie : Coutelen, André Dantan, Enzo Riccioni
- Montage : Raymond Lamy
- Musique : Adolphe Borchard
- Son : Louis Kieffer
- Décors : Aimé Bazin
- Directeur de production : Raymond Boulay
- Société de production : Europa-Film
- Format : Noir et blanc - Muet  - Son mono - 1,37:1
- Genre : Film dramatique
- Durée : 91 minutes (1 h 31)
- Dates de sortie : 
  - France - 24 novembre 1933[1]

## Distribution
- Constant Rémy : Le procureur Vagret
- Suzanne Rissler : Yanetta
- Marcelle Praince : Madame Vagret
- Jacques Grétillat : Mouzon
- Daniel Mendaille : Etchepare
- Marthe Mellot : La mère d'Etchepare
- Pierre Arnaudy : L'écolier
- Armand Morins : Brunerat
- Marcelle Barry : Madame Brunerat
- Robert Charlys : Le bedeau
- Alexandre Colas : Le boulanger
- Gaston Dubosc : Le Bouzule
- Marthe Sarbel : Madame Le Bouzule
- Raoul Marco : Bridet
- Jean Dunot : Benoît
- Lily Fairlie : Bertha
- Anthony Gildès : Delorme
- Isidora : Madame Birman
- Pierre Juvenet : Le président des Assises
- Georges Mauloy : Le procureur général
- Frédéric Munié : Maître Ardeuil
- Louis Vonelly : Maître Placat
- Tony Laurent : Le directeur de la prison
- Pierre Marnat : Le lieutenant de gendarmerie
- Hugues de Bagratide